# Sofie Buxhoevedenová
Baronka Sofie Buxhoevedenová, známá také jako Sophia Karlovna Buxhoevedenová (rusky: София Карловна Буксгевден, 6. září 1883 – 26. listopadu 1956), byla dvorní dáma ruské carevny Alexandry Fjodorovny. Je autorkou tří spisů pamětí o carské rodině a o svém vlastním úniku před bolševiky z Ruska. ve své knize "Před bouří (Before the Storm)", Sofie popisuje staré Rusko z málo známého pohledu, rodinu ve staromódním provinčním životě venkovského panstva v době před revolucí. 

## Služba dvorní dámy
Podle jejích pamětí byl její otec, Karlos Buxhoeveden, ruským velvyslancem v dánské Kodani během první světové války. Její matkou byla Ludmila Osokinová.
V mládí byla součástí společenského života v Petrohradě. Roce 1904 byla Sofie vybrána jako čestná dvorní dáma carevny a oficiálně se jí stala v roce 1913. Byla carevnou a jejími čtyřmi dcerami přezdívaná jako "Isa" a během první světové války byla panovnicí často vybírána jako doprovod velkokněžen při oficiálních příležitostech. Neměla příliš v oblibě Rasputina, byla však přímým svědkem několika jeho zázraků a byla vyvedena z míry jeho duševní silou. Alexandra by bývala byla ráda, kdyby Isa přijala Rasputina jako svatého muže, věděla však, že zřejmě názor nezmění. Skutečnost, že si svůj odmítavý názor na tuto věc nechávala pro sebe, carevna oceňovala, a věděla, že Isa by nikdy neřekla nic, co by ji diskreditovalo. Následovala rodinu do vyhnanství na Sibiř po bolševické revoluci. Na rozdíl od jiných členů carské suity byla bolševiky propuštěna, zřejmě proto, že její dánské jméno zaměnili za švédské. Bolševici se báli věznit cizí státní příslušníky z obav z odvetných opatření ze strany cizích národů. Sofie strávila mnoho měsíců na pouti napříč Sibiří s dalšími členy carského dvora, včetně Gibbese a Gilliarda. Měla jedinou možnost bezpečného úniku z Ruska přes Omsk, jenž byl pod kontrolou ruských bělogvardějců a britských jednotek. Její dramatické zážitky jsou sepsány v knize "Left Behind".